# Castell de Celrà
El castell de Celrà és un castell termenat de Celrà (Gironès) de 1059 i declarat Bé cultural d'interès nacional. Formava part d'un seguit de fortaleses, entre les quals hi havia el castell de Juià, el castell de Barbavella i el de Palagret, que pertanyien al bisbat de Girona. És en una carena, a poca distància cap al sud del poble de Celrà i al final del carrer dels Germans Sabat. És conegut com a mansió amb el nom de can Serra del Castell. Aquest edifici fou propietat dels Guinart durant el XVIII, i actualment continua sent propietat de la família.

## Arquitectura
És un edifici de planta gairebé quadrangular que envolta una torre de l'homenatge circular, element més antic del conjunt, construït probablement cap al segle xi. Té coberta de teula àrab i parets de pedra morterada amb amplis sectors de carreus ben tallats. Es conserven fragments d'aparell opus spicatum a les parets exteriors, la seva existència dona una idea de l'antiguitat del conjunt.
Es conserva tapiada una finestra romànica. Destaquen les finestres gòtiques d'arcs conopials del primer pis, la interessant finestra renaixentista quadripartita amb motllures amb la llinda plana, la porta dovellada, primitiva, tapiada i transformada en una porta menor amb llinda plana, així com la torre de planta circular que es conserva al pati interior de la casa. A la planta baixa es conserva una nau amb volta de canó i una petita finestra amb arc de mig punt.
A l'exterior hi ha evidències de l'existència d'un vall als laterals nord, sud i oest del recinte.

## Història
El poble es coneix amb els topònims de «Celeranus» (922), «Celranus» (1017), «Celrano» (1064) i «Cilrano» (1088). En el Liber feudorum maior, el gran llibre dels feus, apareix el primer nom de Berengario Seniofredi de Cellrano l'any 1067. En la segona meitat del XI, consta en el Cartulari de Carlemany (sense data exacta) que el vassall Guillem Sunyer feu prestació d'homenatge al bisbe de Girona Berenguer Guifré i li prometé ajuda contra els seus enemics amb la fortificació de Celrà que posseïa el seu nebot Balluí. El segle xii són esmentats Berenguer Guillem de Celrà i un Ponç de Celrà casat amb Ermengarda el 1177. Ponç de Celrà reté homenatge al rei Alfons el 1199.
La fortificació ha estat coneguda històricament pel cognom de les diverses famílies que l'han posseït al llarg dels segles: castell d'Aguiló, castell o casa dels Escala, casa o força dels Foixà i, finalment, l'esmentada com a can Serra.
Quan morí en la segona meitat del XVI Caterina d'Escales, muller de Bernat Alemany de Foixà-Boixadors i senyor del castell de Foixà, Celrà passà a mans del seu fill Gaspar. Els Foixà conservaren la propietat fins al segle xix.